# Christel Fricke
Christel Johanna Fricke (geboren 1955 in Berlin) ist eine deutsche Philosophin und Hochschullehrerin. Sie ist seit 2003 Professorin an der Universität Oslo, seit 2008 Mitglied der Norwegischen Akademie der Wissenschaften und seit 2010 Mitglied von Det Kongelige Norske Videnskabers Selskab (der Königlich Norwegischen Wissenschaftlichen Gesellschaft).

## Beruflicher Werdegang

### Ausbildung
Von 1974 bis 1981 studierte Fricke Philosophie und Romanistik an der Ruprecht-Karls-Universität Heidelberg. 1976/1977 nahm sie mit einem DAAD-Stipendium ein Auslandssemester an der Universität Poitiers wahr. 1981 schloss sie ihr Studium in Heidelberg mit dem Staatsexamen in Philosophie und Französischer Sprach- und Literaturwissenschaft ab. Es folgte ein Promotionsstudium, bei dem sie zeitweise durch Stipendien der Universität Heidelberg und der Studienstiftung des deutschen Volkes unterstützt wurde. 1988 wurde Fricke an der Philosophischen Fakultät der Universität Heidelberg promoviert und habilitierte sich dort 1998.

### Universitäre Laufbahn
Von 1986 bis 1999 war sie in unterschiedlichen Funktionen an der Universität Heidelberg beschäftigt. Im Wintersemester 1998/1999 vertrat sie Professor Martin Seel am Zentrum für Philosophie und Grundlagen der Wissenschaft an der Justus-Liebig-Universität Gießen. Es folgten Lehraufträge und Gastprofessuren an der Universidade Federal do Rio Grande do Sul im brasilianischen Porto Alegre, an der Emory University in Atlanta, Georgia, und an der Fakultät für Philosophie der Universität Heidelberg. Mit Unterstützung der Deutschen Forschungsgemeinschaft nutzte sie von 2002 bis 2003 ein Forschungsstipendium an der Fakultät für Philosophie der Universität Karlsruhe, um das Projekt „Objektive Gültigkeit und Motivationskraft von moralischen Normen – Zur Moralphilosophie von Adam Smith“ voranzubringen. Im Sommersemester 2002 vertrat sie Professor Ursula Wolf an der Philosophischen Fakultät der Universität Mannheim.

### Professur an der Universität Oslo
Fricke wurde 2003 zur Professorin für Philosophie an der Fakultät für Philosophie, Klassische Studien und Kunstgeschichte der Universität Oslo berufen.
Neben ihren universitären Aufgaben engagierte sich Fricke im Centre for the Study of Mind in Nature (CSMN), einem Exzellenzzentrum, das an der Universität Oslo angesiedelt war. Von 2007 bis 2010 war sie dessen Direktorin, seit 2010 war sie dort Forschungsdirektorin der Unterabteilung „Moral Agency (Moralische Handeln)“, bis die Initiative 2017 für beendet erklärt wurde. Die Institution hatte es sich zum Ziel gesetzt, die Normativität des menschlichen Handelns zu ermitteln und zu untersuchen.

## Forschungsposition
Fricke hat sich mit Moraltheorie, Ästhetik und der philosophischen Aufklärung beschäftigt. Sie vertritt eine konstruktivistische Auffassung von Moral, die sich stark an dem Werk von Adam Smith orientiert.
Fricke hat Adam Smith und seine Moraltheorie zu einem ihrer zentralen Themen erkoren. In zahlreichen wissenschaftlichen Artikeln hat sie seine Positionen abgeklopft und anderen Philosophen wie Kant, Rousseau, Hume oder Husserl gegenübergestellt. So stellte sie mit dem Co-Herausgeber Hans-Peter Schütt den – in Deutschland vor allem als Nationalökonom bekannten – schottischen Philosophen einer breiteren Öffentlichkeit in dem Sammelband „Adam Smith als Moralphilosoph“ vor: „Wir glauben, dass es der philosophischen Diskussion in Deutschland guttäte, von dem, was in diesem Band verhandelt wird, Kenntnis zu nehmen.“

## Veröffentlichungen (Auswahl)

### Autorin von Monografien
- Kants Theorie des reinen Geschmacksurteils. 2. Auflage. De Gruyter, Berlin / Boston 2012, ISBN 978-3-11-086020-7 (Erstausgabe:  1990).
- Zeichenprozeß und ästhetische Erfahrung. Habilitationsschrift. Wilhelm Fink Verlag, München 2001, ISBN 978-3-7705-3559-0.

### Herausgeberin von Sammelbänden
- Christel Fricke (Hrsg.): Das Recht der Vernunft. Kant und Hegel über Denken, Erkennen und Handeln. Hans Friedrich Fulda zum 65. Geburtstag. Frommann-Holzboog, Stuttgart 1995, ISBN 978-3-7728-1712-0.
- mit Hans-Peter Schütt (Hrsg.): Adam Smith als Moralphilosoph. 2. Auflage. Walter de Gruyter, Berlin 2008, ISBN 978-3-11-019371-8 (Erstausgabe:  2005).
- mit Dagfinn Føllesdal (Hrsg.): Intersubjectivity and objectivity in Adam Smith and Edmund Husserl. A collection of essays. Ontos-Verlag, Heusenstamm / Paris / Lancaster / New Brunswick, NJ 2012, ISBN 978-3-11-032518-8.
- Christel Fricke (Hrsg.): The ethics of forgiveness. A collection of essays. Routledge, New York 2014, ISBN 978-0-415-75440-8 (englisch).
- mit Frode Kjosavik, Christian Beyer (Hrsg.): Husserl's phenomenology of intersubjectivity. Historical interpretations and contemporary applications. Routledge, New York / London 2020, ISBN 978-0-367-73216-5 (Erstausgabe:  2018).

### Artikel
- Genesis und Geltung moralischer Normen. Ein Gedankenexperiment von Adam Smith. In: Adam Smith als Moralphilosoph. De Gruyter Auflage. Berlin / Boston 2008, ISBN 978-3-11-019371-8.
- What we cannot do to each other. On forgiveness and moral vulnerability. In: The ethics of forgiveness. Routledge, New York 2014, ISBN 978-0-415-75440-8 (englisch, Erstausgabe:  2010).
- Adam Smith and 'the most sacred rules of justice'. In: Fonna Forman-Barzilai (Hrsg.): The Adam Smith Review. Band 6. Routledge, 2011, ISBN 978-0-415-66722-7 (englisch).
- Christel Fricke:  Monroe C. Beardsley. In: Monika Betzler, Mara-Daria Cojocaru, Julian Nida-Rümelin (Hrsg.): Ästhetik und Kunstphilosophie. Von der Antike bis zur Gegenwart in Einzeldarstellungen (= Kröners Taschenausgabe. Band 375). 2., aktualisierte und ergänzte Auflage. Kröner, Stuttgart 2012, ISBN 978-3-520-37502-5, S. 96–104.
- Christel Fricke: Frank Noel Sibley. In: Monika Betzler, Mara-Daria Cojocaru, Julian Nida-Rümelin (Hrsg.): Ästhetik und Kunstphilosophie. Von der Antike bis zur Gegenwart in Einzeldarstellungen (= Kröners Taschenausgabe. Band 375). 2., aktualisierte und ergänzte Auflage. Kröner, Stuttgart 2012, ISBN 978-3-520-37502-5, S. 825–833.
- mit Christopher J. Berry, Maria Pia Paganelli, Craig Smith: Adam Smith. The Sympathetic Process and The Origin and Function Of Conscience. In: The Oxford Handbook of Adam Smith. Oxford 2013, ISBN 978-0-19-960506-4.
- Nature, Culture, Gods, and Reason. Exploring Evaluative and Normative Constraints on Right Action in a Historical and Comparative Perspective. In: The Journal of Value Inquiry. Band 49. Springer Netherlands, 14. September 2015, ISSN 1573-0492, S. 503 ff. (englisch).
- Die Quadratur des Kreises - Kants Moralphilosophie und ihr crusianisches Erbe. In: Aufklärung. Band 30, 1. Januar 2018, ISSN 0178-7128, S. 51–72. Inhaltsverzeichnis
- mit Maria Alejandra Carrasco: Impartiality through 'moral optics' why Adam Smith revised David Hume's moral sentimentalism. In: The journal of Scottish philosophy. 2021, ISSN 1479-6651 (englisch).